# Elezioni comunali in Piemonte del 2003
Le elezioni comunali in Piemonte del 2003 si tennero il 25 maggio. 

## Riepilogo Sindaci Eletti
| Provincia | Comune | Sindaco uscente | Sindaco uscente    | Sindaco eletto | Sindaco eletto         | Primo turno | Primo turno            | Secondo turno | Secondo turno | Seggi   |   |   |         |
| --------- | ------ | --------------- | ------------------ | -------------- | ---------------------- | ----------- | ---------------------- | ------------- | ------------- | ------- | - | - | ------- |
| Provincia | Comune | Torino          | Ivrea              |                | Fiorenzo Grijuela (DS) |             | Fiorenzo Grijuela (DS) | 8.189         | 60,51         | Seggi   | _ | _ | 13 / 20 |
| Orbassano |        | Torino          | Carlo Marroni (DS) |                | Carlo Marroni (DS)     | 8.444       | 63,48                  | _             | _             | 14 / 20 |   |   |         |

## Torino

### Ivrea
|                                      | Fiorenzo Grijuela ✔️ Sindaco | 8 189                | 60,51 | Democratici di Sinistra                      | 2 957  | 25,35 | 6  |  |  |
| La Margherita                        | Fiorenzo Grijuela ✔️ Sindaco | 8 189                | 60,51 | 1 140                                        | 9,77   | 2     |    |  |  |
| Italia dei Valori                    | Fiorenzo Grijuela ✔️ Sindaco | 8 189                | 60,51 | 1 011                                        | 8,67   | 2     |    |  |  |
| Partito della Rifondazione Comunista | Fiorenzo Grijuela ✔️ Sindaco | 8 189                | 60,51 | 1 001                                        | 8,58   | 2     |    |  |  |
| Socialisti Democratici Italiani      | Fiorenzo Grijuela ✔️ Sindaco | 8 189                | 60,51 | 805                                          | 6,90   | 1     |    |  |  |
|                                      | Giuseppe Goglioi             | 2 535                | 18,73 | Lista per Goglio                             | 1 423  | 12,20 | 2  |  |  |
| Alleanza Nazionale                   | Giuseppe Goglioi             | 2 535                | 18,73 | 693                                          | 5,94   | 1     |    |  |  |
| Pensionati per l'Europa              | Giuseppe Goglioi             | 2 535                | 18,73 | 97                                           | 0,83   | –     |    |  |  |
| Nuovo PSI                            | Giuseppe Goglioi             | 2 535                | 18,73 | 69                                           | 0,59   | –     |    |  |  |
| Seggio di coalizione                 | Seggio di coalizione         | Seggio di coalizione | 18,73 | 1                                            |        |       |    |  |  |
|                                      | Fernando Pivatoi             | 1 181                | 8,73  | Forza Italia                                 | 833    | 7,14  | –  |  |  |
| Per la Città                         | Fernando Pivatoi             | 1 181                | 8,73  | 172                                          | 1,47   | –     |    |  |  |
| Seggio di coalizione                 | Seggio di coalizione         | Seggio di coalizione | 8,73  | 1                                            |        |       |    |  |  |
|                                      | Mario Raioi                  | 1 060                | 7,83  | Unione dei Democratici Cristiani e di Centro | 580    | 4,97  | –  |  |  |
| Uniti per la Comunità                | Mario Raioi                  | 1 060                | 7,83  | 379                                          | 3,25   | –     |    |  |  |
| Seggio di coalizione                 | Seggio di coalizione         | Seggio di coalizione | 7,83  | 1                                            |        |       |    |  |  |
|                                      | Maria Laura Pescatori        | 569                  | 4,20  | Lega Nord                                    | 505    | 4,33  | –  |  |  |
| Totale                               | Totale                       | 13 534               | 100   |                                              | 11 665 | 100   | 20 |  |  |
|                                      |                              |                      |       |                                              |        |       |    |  |  |
| Fonte: Ministero dell'interno        |                              |                      |       |                                              |        |       |    |  |  |

### Orbassano
|                                      | Carlo Marroni ✔️ Sindaco | 8 444                | 63,48 | Democratici di Sinistra                      | 2 537  | 21,16 | 6  |  |  |
| Socialisti Democratici Italiani      | Carlo Marroni ✔️ Sindaco | 8 444                | 63,48 | 1 683                                        | 14,04  | 3     |    |  |  |
| La Margherita                        | Carlo Marroni ✔️ Sindaco | 8 444                | 63,48 | 1 577                                        | 13,15  | 3     |    |  |  |
| Partito della Rifondazione Comunista | Carlo Marroni ✔️ Sindaco | 8 444                | 63,48 | 801                                          | 6,68   | 1     |    |  |  |
| Partito dei Comunisti Italiani       | Carlo Marroni ✔️ Sindaco | 8 444                | 63,48 | 682                                          | 5,69   | 1     |    |  |  |
| Federazione dei Verdi                | Carlo Marroni ✔️ Sindaco | 8 444                | 63,48 | 423                                          | 3,53   | –     |    |  |  |
|                                      | Avtar Singh Rana         | 2 855                | 21,46 | Forza Italia                                 | 1 538  | 12,83 | 2  |  |  |
| Alleanza Nazionale                   | Avtar Singh Rana         | 2 855                | 21,46 | 530                                          | 4,42   | 1     |    |  |  |
| Obiettivo Orbassano                  | Avtar Singh Rana         | 2 855                | 21,46 | 472                                          | 3,94   | –     |    |  |  |
| Seggio di coalizione                 | Seggio di coalizione     | Seggio di coalizione | 21,46 | 1                                            |        |       |    |  |  |
|                                      | Desiré Mensa             | 1 233                | 9,27  | Per la Tua Città                             | 549    | 4,58  | 1  |  |  |
| Nuovo PSI                            | Desiré Mensa             | 1 233                | 9,27  | 306                                          | 2,55   | –     |    |  |  |
| Forza Orbassano                      | Desiré Mensa             | 1 233                | 9,27  | 218                                          | 1,82   | –     |    |  |  |
| Seggio di coalizione                 | Seggio di coalizione     | Seggio di coalizione | 9,27  | 1                                            |        |       |    |  |  |
|                                      | Davide Irico             | 392                  | 2,95  | Unione dei Democratici Cristiani e di Centro | 347    | 2,89  | –  |  |  |
|                                      | Paolo Moglia             | 377                  | 2,83  | Lega Nord                                    | 326    | 2,72  | –  |  |  |
| Totale                               | Totale                   | 13 301               | 100   |                                              | 11 989 | 100   | 20 |  |  |
|                                      |                          |                      |       |                                              |        |       |    |  |  |
| Fonte: Ministero dell'interno        |                          |                      |       |                                              |        |       |    |  |  |